# رانک‌وایل
شهر رانک‌وایل (به آلمانی: Rankweil) در استان فورآرلبرگ با جمعیت ۱۱٬۶۲۷ نفر در کشور اتریش واقع شده‌است.